# Mitch Epstein

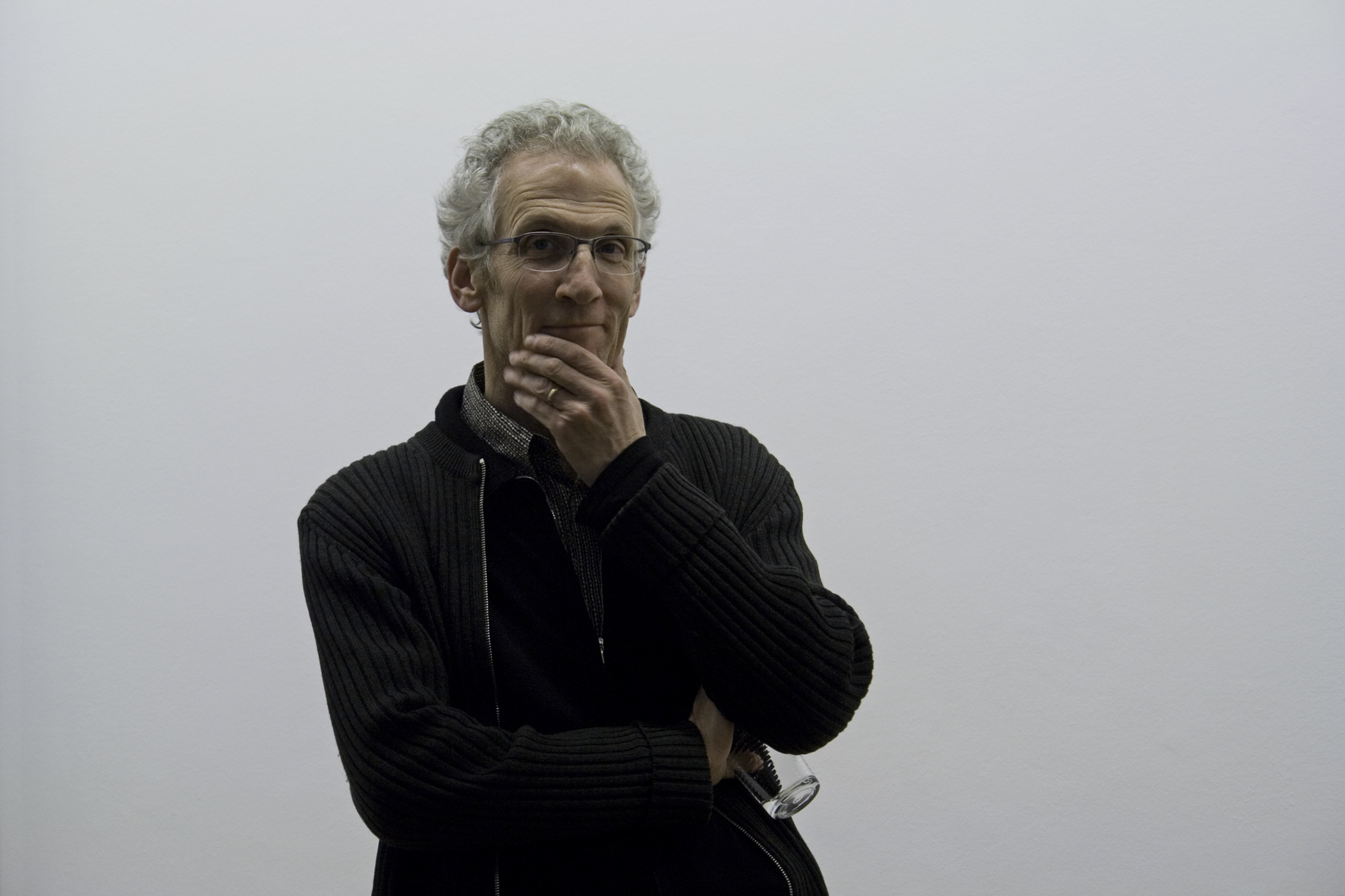
Mitch Epstein 2007

Mitch Epstein (* 1952 in Holyoke in Massachusetts, USA) ist ein amerikanischer Fotograf, Filmregisseur und Szenenbildner.

## Leben
Epstein stammt aus einer jüdischen Familie und studierte Kunst an der Williston Academy in Massachusetts zur gleichen Zeit wie der Buchautor und Künstler Barry Moser. Anfang der 1970er Jahre studierte er am Union College in Schenectady, New York, und an der Rhode Island School of Design in Providence, Rhode Island. Garry Winogrand war sein Lehrer an der Cooper Union in New York City.
Ab der Mitte der 1970er Jahre reiste Epstein durch die Vereinigten Staaten und erkundete das Leben dort in allen Facetten. Meistens arbeitete er in Schwarz-Weiß, ab und an jedoch auch mit Farbfilmen. 1978 ging er mit seiner zukünftigen ersten Ehefrau, der indischen Regisseurin Mira Nair, die er in Harvard kennengelernt hatte, nach Indien. Dort war er Produzent und Szenenbildner für einige Filme. In den Jahren 1992 bis 1995 arbeitete er in Vietnam, bevor er sich nach einer Fotoarbeit über New York wieder nach Holyoke in Massachusetts zuwandte. Die Herstellung von Energie in den USA wurde in den Jahren von 1994 bis 1999 sein nächstes großes Thema. Seine teilweise kritischen, realistischen Aufnahmen veröffentlichte er in dem Band American Power, der bei Steidl in Göttingen erschien.
Im Jahre 2009 lebte Epstein mit seiner zweiten Frau, der Autorin Susan Bell, ein halbes Jahr lang in Berlin als Stipendiat der American Academy in Berlin (Stipendiat der Guna S. Mundheim Stiftung).
Der Journalist Andreas Kilb nennt Epstein den "vielleicht wichtigste(n) fotografische(n) Chronist(en) des amerikanischen Lebens". Zugleich habe die Familie von Epstein "so viele Menschen im Holocaust verloren, dass eine Reise nach Deutschland für ihn lange Zeit tabu gewesen sei".
Im Jahre 2014 lebte Epstein mit Frau und Tochter in New York City.

## Auszeichnungen
- 2003: Guggenheim-Stipendium
- 2008: Berlin-Prize in Arts and Letters der American Academy in Berlin
- 2011: Growth Winner des Prix Pictet des Genfer Bankhauses Pictet & Cie
- 2020: Wahl zum National Academician (NA) der National Academy of Design, New York[2]

## Ausstellungen (Auswahl)
- 2011: Open Eye Gallery, Liverpool, England
- 2011: Musée de l’Elysée, Lausanne, Schweiz.
- 2011: Fondation Cartier-Bresson, Paris, Frankreich.
- 2010: Mitch Epstein. State of the Union. Kunstmuseum Bonn, Bonn. Katalog.

## Filmografie
- 2003: Dad. Produzent und Regisseur
- 1992: Mississippi Masala Szenenbild
- 1988: Salaam Bombay! Co-Produzent und Szenenbild
- 1985: India Cabaret. Fotograf

## Veröffentlichungen (Auswahl)
- 2013: New York Arbor. Steidl, Göttingen 2013, ISBN 978-3-86521-924-4.
- 2011: Berlin. Steidl/American Academy in Berlin, Göttingen, ISBN 978-3-86930-224-9.
- 2009: American Power. Steidl, Göttingen, ISBN 978-3-86521-924-4.
- 2006: Work. Steidl, Göttingen, ISBN 3-86521-281-6.
- 2005: Recreation: American Photographs. 1973–1988, ISBN 3-86521-084-8.
- 2003: Family Business. Steidl, Göttingen, ISBN 3-88243-913-0.
- 2002: The City. PowerHouse Books, New York, ISBN 1-57687-101-0.
- 1997: Vietnam: A Book of Changes. W. W. Norton & Co., New York/Center for Documentary Studies, ISBN 0-393-04027-5.
- 1996: Fire, Water, Wind: Photographs from Tenri. Tenrikyō Dōyūsha, Tenri-shi, Japan, ISBN 4-8073-0370-8.
- 1987: In Pursuit of India. Aperture, New York, ISBN 0-89381-214-5.

Ausstellungskatalog
- 2010: Mitch Epstein. State of the Union. Hatje-Cantz, Ostfildern, ISBN 978-3-7757-2784-6.